# Gouvernement Draghi
République italienne
Conte II Meloni
Le gouvernement Draghi (en italien : Governo Draghi) est le soixante-septième gouvernement de la République italienne entre le 13 février 2021 et le 22 octobre 2022, sous la XVIIIe législature du Parlement républicain.

## Historique
Ce gouvernement est dirigé par le nouveau président du Conseil des ministres indépendant Mario Draghi, anciennement président de la Banque centrale européenne (BCE). Il est constitué et soutenu par une coalition entre le Mouvement 5 étoiles (M5S), la Ligue (Lega), le Parti démocrate (PD), Forza Italia (FI), Italia Viva (IV) et Libres et égaux (LeU). Ensemble, ils disposent de 545 députés sur 630, soit 86,5 % des sièges de la Chambre des députés, et de 266 sénateurs sur 321, soit 82,9 % des sièges du Sénat de la République.
Il est formé à la suite de la démission de l'indépendant Giuseppe Conte, au pouvoir depuis juin 2018.
Il succède donc au gouvernement Conte II, constitué initialement d'une coalition majoritaire entre le Mouvement 5 étoiles, le Parti démocrate, Italia Viva et Libres et Égaux, devenue minoritaire en janvier 2021 après le départ des ministres d'Italia Viva.

### Formation
Giuseppe Conte annonce sa démission le 26 janvier 2021, conséquence du départ de son gouvernement d'Italia Viva qui entraîne la perte de la majorité absolue au Sénat. Après avoir mené trois jours de consultations infructueuses avec les groupes parlementaires, le président de la République Sergio Mattarella confie un « mandat exploratoire » au président de la Chambre des députés Roberto Fico, dont les termes sont d'explorer une reconduction avec élargissement de la majorité de Giuseppe Conte.
Au soir du 2 février, Roberto Fico indique que sa mission présidentielle a échoué puisqu'il n'est pas parvenu à dégager un consensus pour reconstituer une majorité parlementaire. Le chef de l'État indique alors son intention de désigner une personnalité devant mettre en place un exécutif « de haut niveau » pour « donner immédiatement naissance à un gouvernement capable d’affronter les grandes urgences sanitaires, sociales, et économico-financières » et fait savoir qu'il convoque l'ancien gouverneur de la Banque d'Italie puis président de la Banque centrale européenne Mario Draghi au palais du Quirinal le lendemain. Le 3 février, le président de la République charge officiellement l'ancien banquier central de constituer le nouveau gouvernement de la République, mandat que ce dernier accepte.
À la suite de ses consultations avec les partis politiques et les groupes parlementaires, le mandataire présidentiel engrange rapidement les soutiens du Parti démocrate, de Forza Italia et d'Italia Viva. Le 8 février, le chef de la Ligue Matteo Salvini, adepte d'une ligne eurosceptique et nationaliste, indique à son tour qu'il appuie l'accession de Mario Draghi à la présidence du Conseil. Il peut également compter sur l'appoint des nombreuses formations centristes que sont le Centre démocrate (CD), Nous avec l'Italie (NCI), le Mouvement associatif des Italiens à l'étranger (MAIE) et Azione, des partis des minorités linguistiques du Parti populaire sud-tyrolien (SVP) et du Parti autonomiste tridentin et tyrolien (PATT), ainsi que plusieurs sénateurs à vie. Le 11 février, les militants du Mouvement 5 étoiles approuvent à leur tour le soutien de leur parti au gouvernement Draghi lors d'un vote en ligne par 59,3 % des suffrages exprimés.
Mario Draghi retourne au palais du Quirinal le 12 février afin de « lever ses réserves » et accepter formellement la charge de président du Conseil des ministres. Il dévoile à cette occasion la liste des ministres qui forment son gouvernement. Il y a 15 hommes pour 8 femmes. Ils sont assermentés et prennent leurs fonctions le lendemain,.
Lors de la présentation publique de son équipe ministérielle, Mario Draghi annonce son intention de modifier la structure ministérielle. Il souhaite ainsi recréer le ministère du Tourisme, dont les compétences dépendent du ministère des Biens et Activités culturels, qui prendra d'ailleurs le nom de « ministère de la Culture », ; et transformer le ministère de l'Environnement, de la Protection du territoire et de la Mer en « ministère de la Transition écologique » avec des compétences élargies dans le domaine énergétique, répondant ainsi à une volonté pentastellata d'établir un « super-ministère » de l'Écologie.
Le 24 février, le Conseil des ministres nomme 39 secrétaires d'État, parmi lesquels six ont rang de vice-ministre. Le nombre de partis représentés au gouvernement est alors porté à neuf, chiffre qui n'avait pas été atteint depuis la chute du gouvernement Berlusconi IV regroupant 11 partis à la fin de son mandat. La composition finale du gouvernement devrait être connue quelques jours plus tard, après la nomination d'un sixième secrétaire d'État auprès du Président du Conseil, chargé du Sport.
Un décret en date du 26 février redécoupe certaines attributions ministérielles, comme annoncé lors de l'annonce de la composition du gouvernement : le ministère de l'Environnement, de la Protection du territoire et de la Mer devient un ministère de la Transition écologique aux compétences élargies, le ministère des Infrastructures et des Transports devient ministère des Infrastructures et de la Mobilité durable, le ministère pour les Biens et Activités culturels et le Tourisme devient ministère de la Culture tandis qu'est rétabli le ministère du Tourisme, qui avait été supprimé en 1993.

### Appui parlementaire
Conformément à la Constitution, le gouvernement devra solliciter la confiance du Parlement. Des votes se tiendront alors dans les deux chambres, le 17 février au Sénat de la République et le lendemain à la Chambre des députés,,.
Le Sénat de la République vote la confiance à une large majorité le 17 février : 262 voix pour, 40 contre et deux abstentions. La Chambre des députés fait de même le lendemain par 535 voix pour, 56 contre et cinq abstentions.
Les 15 sénateurs et 34 députés du groupe M5S ayant voté contre (ou s'étant abstenu ou n'ayant pas été présent lors du vote) la confiance au gouvernement seront expulsés, comme l'a annoncé le chef du parti Vito Crimi sur sa page Facebook,.
| Position   | Groupe | Groupe | Groupe | Groupe | Groupe     | Groupe    | Groupe      | Groupe | Groupe | Total |
| Position   | M5S    | PD     | IV-PSI | AUT    | Eu-MAIE-CD | FI-BP-UdC | L-SP-PSd'AZ | FdI    | Mixte  | Total |
| ---------- | ------ | ------ | ------ | ------ | ---------- | --------- | ----------- | ------ | ------ | ----- |
| Position   |        |        |        |        |            |           |             |        |        | Total |
| POUR       | 69     | 35     | 17     | 4      | 10         | 49        | 62          | 0      | 16     | 262   |
| CONTRE     | 15     | 0      | 0      | 4      | 0          | 0         | 0           | 19     | 2      | 40    |
| ABSTENTION | 0      | 0      | 0      | 1      | 0          | 0         | 0           | 0      | 1      | 2     |
| NON-VOTANT | 8      | 0      | 1      | 0      | 0          | 3         | 1           | 0      | 4      | 17    |
| Total      | 92     | 35     | 18     | 9      | 10         | 52        | 63          | 19     | 23     | 321   |

| Position   | Groupe | Groupe | Groupe | Groupe | Groupe | Groupe | Groupe | Groupe | Total |
| Position   | LeU    | M5S    | PD     | IV     | FI-BP  | L-SP   | FdI    | Mixte  | Total |
| ---------- | ------ | ------ | ------ | ------ | ------ | ------ | ------ | ------ | ----- |
| Position   |        |        |        |        |        |        |        |        | Total |
| POUR       | 11     | 155    | 91     | 28     | 81     | 125    | 0      | 44     | 535   |
| CONTRE     | 1      | 16     | 0      | 0      | 0      | 1      | 31     | 7      | 56    |
| ABSTENTION | 0      | 4      | 0      | 0      | 0      | 0      | 0      | 1      | 5     |
| NON-VOTANT | 0      | 14     | 2      | 0      | 7      | 5      | 2      | 3      | 33    |
| Total      | 12     | 189    | 93     | 28     | 88     | 131    | 33     | 55     | 629   |

### Évolution
Le secrétaire d’État à l’Économie et aux Finances, Claudio Durigon (Lega), démissionne en août 2021 après plusieurs semaines de polémique faisant suite à son souhait de baptiser un parc « Mussolini ».

### Démission
Le 14 juillet 2022, Mario Draghi dépose sa démission après le refus du vote de confiance au Parlement du Mouvement 5 étoiles estimant que « le pacte de confiance fondant l’action de ce gouvernement a disparu ». Celle-ci est néanmoins rejetée par le président de la République qui lui suggère de se présenter au Parlement « afin qu'ait lieu une évaluation de la situation »,,,.
Le 20 juillet, il perd le soutien de la Ligue, du M5S et de Forza Italia. Dès le lendemain matin, Draghi se rend au Quirinal afin de présenter à nouveau la démission du gouvernement au chef de l'État qui déclare ensuite en « prendre acte » et le charge d'expédier les affaires courantes.

## Composition
| Ministres                                         | Ministres                               | Ministres           | Ministres           | Ministres | Secrétaires d'État                                        | Secrétaires d'État                      | Secrétaires d'État       | Secrétaires d'État |
| Poste                                             | Titulaire                               | Titulaire           | Titulaire           | Parti     | Affectation                                               | Nom                                     | Nom                      | Parti              |
| ------------------------------------------------- | --------------------------------------- | ------------------- | ------------------- | --------- | --------------------------------------------------------- | --------------------------------------- | ------------------------ | ------------------ |
| Président du Conseil des ministres                |                                         | Mario Draghi        | Mario Draghi        | Sans      | Présidence du Conseil Secrétaire du Conseil des ministres |                                         | Roberto Garofoli         | Sans               |
| Président du Conseil des ministres                | Affaires européennes                    | Mario Draghi        | Mario Draghi        | Sans      |                                                           | Vincenzo Amendola                       | PD                       |                    |
| Président du Conseil des ministres                | Information et Édition                  | Mario Draghi        | Mario Draghi        | Sans      |                                                           | Giuseppe Moles                          | FI                       |                    |
| Président du Conseil des ministres                | Coordination de la politique économique | Mario Draghi        | Mario Draghi        | Sans      |                                                           | Bruno Tabacci                           | CD                       |                    |
| Président du Conseil des ministres                | Sécurité de la République               | Mario Draghi        | Mario Draghi        | Sans      |                                                           | Franco Gabrielli                        | Sans                     |                    |
| Président du Conseil des ministres                | Sport                                   | Mario Draghi        | Mario Draghi        | Sans      |                                                           | Valentina Vezzali                       | FI                       |                    |
| Ministres sans portefeuille                       |                                         |                     |                     |           |                                                           |                                         |                          |                    |
| Rapports avec le Parlement                        |                                         | Federico D'Incà     | Federico D'Incà     | M5S       | Sans affectation                                          |                                         | Deborah Bergamini        | FI                 |
| Rapports avec le Parlement                        |                                         | Federico D'Incà     | Federico D'Incà     | M5S       | Sans affectation                                          | Simona Malpezzi (jusqu'au 25/03/2021)   | PD                       |                    |
| Rapports avec le Parlement                        | Caterina Bini (à partir du 31/03/2021)  | Federico D'Incà     | Federico D'Incà     | M5S       | Sans affectation                                          |                                         | PD                       |                    |
| Innovation technologique et Transition numérique  |                                         | Vittorio Colao      | Vittorio Colao      | Sans      | Sans affectation                                          |                                         | Assuntela Messina        | PD                 |
| Administration publique                           |                                         | Renato Brunetta     | Renato Brunetta     | Sans      | Pas de titulaire                                          | Pas de titulaire                        | Pas de titulaire         | Pas de titulaire   |
| Affaires régionales et Autonomies                 |                                         | Mariastella Gelmini | Mariastella Gelmini | Az        | Pas de titulaire                                          | Pas de titulaire                        | Pas de titulaire         | Pas de titulaire   |
| Sud et Cohésion territoriale                      |                                         | Mara Carfagna       | Mara Carfagna       | Az        | Sans affectation                                          |                                         | Dalila Nesci             | IpF                |
| Politiques de la jeunesse                         |                                         | Fabiana Dadone      | Fabiana Dadone      | M5S       | Pas de titulaire                                          | Pas de titulaire                        | Pas de titulaire         | Pas de titulaire   |
| Égalité des chances et Famille                    |                                         | Elena Bonetti       | Elena Bonetti       | IV        | Pas de titulaire                                          | Pas de titulaire                        | Pas de titulaire         | Pas de titulaire   |
| Handicap                                          |                                         | Erika Stefani       | Erika Stefani       | Lega      | Pas de titulaire                                          | Pas de titulaire                        | Pas de titulaire         | Pas de titulaire   |
| Ministres                                         |                                         |                     |                     |           |                                                           |                                         |                          |                    |
| Affaires étrangères et Coopération internationale |                                         | Luigi Di Maio       | Luigi Di Maio       | IpF       | Vice-ministre                                             |                                         | Marina Sereni            | PD                 |
| Affaires étrangères et Coopération internationale | Sans affectation                        | Luigi Di Maio       | Luigi Di Maio       | IpF       |                                                           | Manlio Di Stefano                       | IpF                      |                    |
| Affaires étrangères et Coopération internationale | Sans affectation                        | Luigi Di Maio       | Luigi Di Maio       | IpF       |                                                           | Benedetto Della Vedova                  | +E                       |                    |
| Intérieur                                         |                                         | Luciana Lamorgese   | Luciana Lamorgese   | Sans      | Sans affectation                                          |                                         | Nicola Molteni           | Lega               |
| Intérieur                                         |                                         | Luciana Lamorgese   | Luciana Lamorgese   | Sans      | Sans affectation                                          | Ivan Scalfarotto                        | IV                       |                    |
| Intérieur                                         |                                         | Luciana Lamorgese   | Luciana Lamorgese   | Sans      | Sans affectation                                          | Carlo Sibilia                           | M5S                      |                    |
| Justice                                           |                                         | Marta Cartabia      | Marta Cartabia      | Sans      | Sans affectation                                          |                                         | Anna Macina              | IpF                |
| Justice                                           |                                         | Marta Cartabia      | Marta Cartabia      | Sans      | Sans affectation                                          | Francesco Paolo Sisto                   | FI                       |                    |
| Défense                                           |                                         | Lorenzo Guerini     | Lorenzo Guerini     | PD        | Sans affectation                                          |                                         | Giorgio Mulé             | FI                 |
| Défense                                           |                                         | Lorenzo Guerini     | Lorenzo Guerini     | PD        | Sans affectation                                          | Stefania Pucciarelli                    | Lega                     |                    |
| Économie et Finances                              |                                         | Daniele Franco      | Daniele Franco      | Sans      | Vice-ministre                                             |                                         | Laura Castelli           | IpF                |
| Économie et Finances                              | Sans affectation                        | Daniele Franco      | Daniele Franco      | Sans      |                                                           | Claudio Durigon (jusqu'au 02/09/2021)   | Lega                     |                    |
| Économie et Finances                              | Sans affectation                        | Daniele Franco      | Daniele Franco      | Sans      |                                                           | Maria Cecilia Guerra                    | Art.1                    |                    |
| Économie et Finances                              | Sans affectation                        | Daniele Franco      | Daniele Franco      | Sans      |                                                           | Alessandra Sartore                      | PD                       |                    |
| Économie et Finances                              | Sans affectation                        | Daniele Franco      | Daniele Franco      | Sans      |                                                           | Federico Freni (à partir du 28/09/2021) | Sans                     |                    |
| Développement économique                          |                                         | Giancarlo Giorgetti | Giancarlo Giorgetti | Lega      | Vice-ministre                                             |                                         | Gilberto Pichetto Fratin | FI                 |
| Développement économique                          |                                         | Giancarlo Giorgetti | Giancarlo Giorgetti | Lega      | Vice-ministre                                             | Alessandra Todde                        | M5S                      |                    |
| Développement économique                          | Sans affectation                        | Giancarlo Giorgetti | Giancarlo Giorgetti | Lega      |                                                           | Anna Ascani                             | PD                       |                    |
| Politiques agricoles, alimentaires et forestières |                                         | Stefano Patuanelli  | Stefano Patuanelli  | M5S       | Sans affectation                                          |                                         | Francesco Battistoni     | FI                 |
| Politiques agricoles, alimentaires et forestières |                                         | Stefano Patuanelli  | Stefano Patuanelli  | M5S       | Sans affectation                                          | Gian Marco Centinaio                    | Lega                     |                    |
| Transition écologique                             |                                         | Roberto Cingolani   | Roberto Cingolani   | Sans      | Sans affectation                                          |                                         | Ilaria Fontana           | M5S                |
| Transition écologique                             |                                         | Roberto Cingolani   | Roberto Cingolani   | Sans      | Sans affectation                                          | Vannia Gava                             | Lega                     |                    |
| Infrastructures et Mobilité durable               |                                         | Enrico Giovannini   | Enrico Giovannini   | Sans      | Vice-ministre                                             |                                         | Teresa Bellanova         | IV                 |
| Infrastructures et Mobilité durable               |                                         | Enrico Giovannini   | Enrico Giovannini   | Sans      | Vice-ministre                                             | Alessandro Morelli                      | Lega                     |                    |
| Infrastructures et Mobilité durable               | Sans affectation                        | Enrico Giovannini   | Enrico Giovannini   | Sans      |                                                           | Giancarlo Cancelleri                    | M5S                      |                    |
| Travail et Politiques sociales                    |                                         | Andrea Orlando      | Andrea Orlando      | PD        | Sans affectation                                          |                                         | Rossella Accoto          | M5S                |
| Travail et Politiques sociales                    |                                         | Andrea Orlando      | Andrea Orlando      | PD        | Sans affectation                                          | Tiziana Nisini                          | Lega                     |                    |
| Éducation                                         |                                         | Patrizio Bianchi    | Patrizio Bianchi    | Sans      | Sans affectation                                          |                                         | Barbara Floridia         | M5S                |
| Éducation                                         |                                         | Patrizio Bianchi    | Patrizio Bianchi    | Sans      | Sans affectation                                          | Rossano Sasso                           | Lega                     |                    |
| Enseignement supérieur et Recherche               |                                         | Cristina Messa      | Cristina Messa      | Sans      | Pas de titulaire                                          | Pas de titulaire                        | Pas de titulaire         | Pas de titulaire   |
| Culture                                           |                                         | Dario Franceschini  | Dario Franceschini  | PD        | Sans affectation                                          |                                         | Lucia Borgonzoni         | Lega               |
| Santé                                             |                                         | Roberto Speranza    | Roberto Speranza    | Art.1     | Sans affectation                                          |                                         | Pierpaolo Sileri         | IpF                |
| Santé                                             |                                         | Roberto Speranza    | Roberto Speranza    | Art.1     | Sans affectation                                          | Andrea Costa                            | NcI                      |                    |
| Tourisme                                          |                                         | Massimo Garavaglia  | Massimo Garavaglia  | Lega      | Pas de titulaire                                          | Pas de titulaire                        | Pas de titulaire         | Pas de titulaire   |